# چیدو دزینگیرای
چیدو «چی‌چی» دزینگیرای یا درینگیرای (انگلیسی: Chido "Chichie" Dzingirai "Dringirai"؛ زادهٔ ۲۵ اکتبر ۱۹۹۱) یک بازیکن فوتبال اهل زیمبابوه است که در تیم فلِیم لی‌لی کویینز و تیم ملی فوتبال بانوان زیمبابوه مشغول بازی است. وی در ابتدا در پست مهاجم در تیم اِمبار کویینز فعالیت ورزشی خود را آغاز کرد.
سپس در سال ۲۰۰۸ میلادی به عنوان دروازه‌بان به تیم سایکلون استارز پیوست. دزینگیرای که به عنوان مأمور زندان مشغول به کار شده بود، در سال ۲۰۱۱ میلادی به تیم فلِیم لی‌لی کویینز از باشگاه خدمات زندان زیمبابوه مهاجرت کرد. وی از سال ۲۰۰۸ میلادی به تیم ملی فوتبال بانوان زیمبابوه دعوت شد و دروازه‌بان تیم این کشور در بازی‌های المپیک تابستانی ۲۰۱۶ بود.